# Martine Monteil
Pour les articles homonymes, voir Monteil.
Martine Monteil, née Martine Feugas le 15 janvier 1950 à Vincennes, est une haute fonctionnaire française.
Elle est la première femme à diriger, au sein de la Préfecture de police, les brigades des stupéfiants et du proxénétisme, ainsi que la brigade de répression du banditisme, la brigade criminelle et la Direction régionale de la Police judiciaire. Elle fut aussi la première femme à diriger la police judiciaire au niveau national et termine sa carrière au poste de préfète, secrétaire générale de la zone de défense de Paris.

## Biographie

### Origines et formation
Martine Marcelle Monteil est la fille de Robert Feugas (1926-2017), inspecteur divisionnaire de police, et de Marianne Lagiewski. Son grand-père paternel était gardien de la paix, au sein de la préfecture de police.[réf. nécessaire]
Ancienne élève du lycée Hélène-Boucher à Paris, elle est diplômée d'une licence en droit à Assas (université de Paris II) et de l'Institut de criminologie.[réf. nécessaire]
Elle entre à l'École nationale supérieure de la police en 1976, un an après son ouverture aux femmes. Elle y rencontre son futur mari, Jocelyn Monteil, qui deviendra contrôleur général, directeur adjoint de l'inspection générale des services. 
En 1977, alors qu'elle n'est encore qu'une jeune policière, elle permet l'arrestation de Milivoj Milosavljevic — qui a agressé plusieurs femmes et tué deux d'entre-elles — en se faisant passer pour sa prochaine victime,.
Entrée major, elle sort 15e sur 100 de sa promotion en 1978 ; elle est l'une des premières femmes à devenir commissaire de police.

### Parcours professionnel

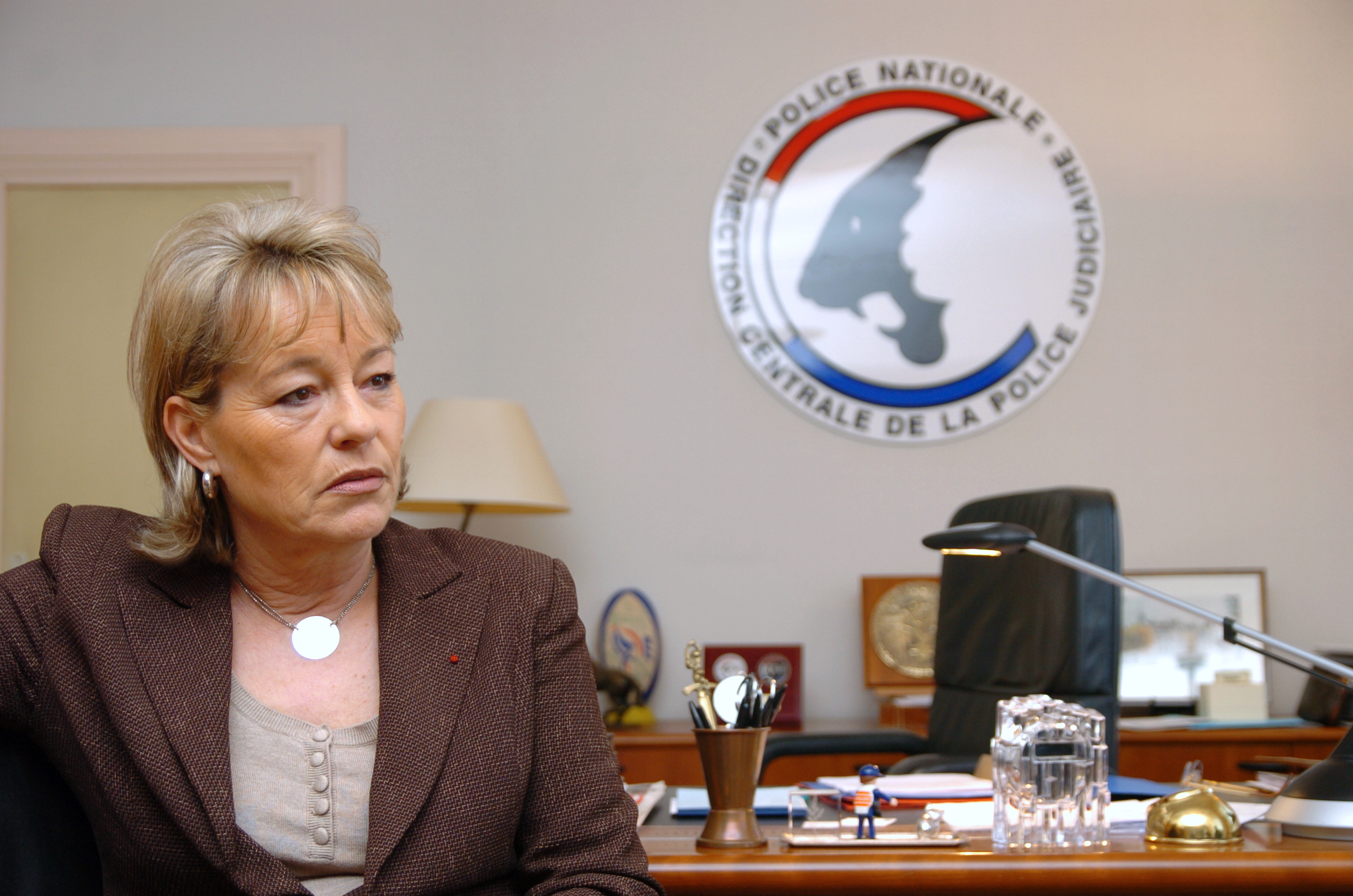
Martine Monteil, directrice centrale de la Police judiciaire, le 26 novembre 2007 dans son bureau à Paris.

De 1978 à 1979, elle est chef de section à la 4e brigade territoriale de la police judiciaire de la Préfecture de police. 
De 1979 à 1981, elle est chef du commissariat de police judiciaire et administrative du quartier Saint-Thomas d'Aquin (7e arrondissement de Paris), puis à Bel-Air (12e arrondissement), de 1981 à 1982. 
De 1982 à 1989, elle y dirige la section stupéfiants puis est adjointe à la Brigade des stupéfiants et du proxénétisme. Surnommée « le shérif de Saint-Germain » quand elle dirige le commissariat de quartier du 7e arrondissement de Paris, elle mène à bien de nombreuses enquêtes durant sa carrière. Elle démantèle le réseau de Madame Claude dans les années 1980 et perquisitionne chez Françoise Sagan dans le cadre d'une affaire sur un trafic de stupéfiants. 
Elle devient commissaire principal en 1986. 
De 1989 à 1994, elle dirige la brigade de répression du proxénétisme à Paris.
En 1990, elle est élue « Femme de l'année 1990 » par le magazine Biba.
En 1991, elle est nommée commissaire divisionnaire. 
De 1994 à 1996, elle dirige la brigade de répression du banditisme de Paris. 
De 1996 à 2000, elle dirige la brigade criminelle du 36, quai des Orfèvres, devenant la première femme à occuper ce poste et le précédent. Elle enquête notamment sur l'attentat du RER B en 1996, arrête les tueurs en série Mamadou Traoré et Guy Georges, et dirige les investigations sur la mort de Diana Spencer, ce qui lui vaut d'être surnommée « Mlle Maigret » par le Time,.
À ces différents postes, elle s'impose comme une femme forte, « dure, sévère, mais fédératrice, enthousiaste, fière de son métier ». 
De 2000 à 2002, elle est sous-directrice des ressources humaines et de la logistique à la Direction de la police judiciaire de Paris.
En 2001, elle est nommée Contrôleur général de la police nationale.
De 2002 à 2004, elle est directrice des services actifs de la Préfecture de police chargée de la direction régionale de la police judiciaire.
De 2004 à 2008, elle est promue directrice centrale de la Police judiciaire (DCPJ).
Le 28 juillet 2008, par décret en Conseil des ministres, elle quitte la police pour devenir préfète, secrétaire générale de la zone de défense de Paris et collaboratrice directe du préfet de police, jusqu'en 2013.
En avril 2013, elle refuse le poste qui lui est proposé à l'inspection générale de l'administration (IGA) et met un terme à sa carrière. 
Depuis 2019, elle est conseillère du président du directoire du Groupe Partouche, Fabrice Paire.
Comme tous les anciens directeurs de la police judiciaire de la Préfecture de Police, elle est membre de droit du jury du Prix du Quai des Orfèvres.

## Politique
Pendant la campagne de l'élection présidentielle de 2007, ses propos donnent lieu à une polémique quand elle souhaite publiquement, « à titre personnel », que Nicolas Sarkozy, encore ministre de l'Intérieur, puisse « faire autant pour le pays que pour la PJ » et mettre « (son) courage et (son) énergie au service de la France ». Lors de l'émission On n'est pas couché du 15 mars 2014, elle affirme qu'elle ne renie pas ses propos. 

## Vie personnelle
Mariée depuis le 6 janvier 1979 à Jocelyn Monteil, ancien contrôleur général de police, elle est mère d'une fille. 

## Distinctions
- Commandeur de la Légion d'honneur, le 24 avril 2011[13]
- Grand officier de l'ordre national du Mérite[14]
- Cruz al Mérito Policial (es) con distintivo rojo[15]

## Ouvrages
- Martine Monteil (présenté par), 100 ans de police judiciaire, éditions Michel Lafon, 2007  (ISBN 978-2-7499-0689-8)
- Martine Monteil, Franck Hériot (collab.), Flic, tout simplement, éditions Michel Lafon, 2008  (ISBN 978-2-7499-0950-9)

### Adaptations
- Martine Monteil est incarnée par Marianne Denicourt dans L'Affaire SK1 de Frédéric Tellier en 2014[16].
- Elle est également interprétée par Mathilde Seigner dans Flic tout simplement d'Yves Rénier en 2016. Le téléfilm est une adaptation de son récit du même nom.